# ناتان زز
ناتان زز (انگلیسی: Nathan Zézé؛ زادهٔ ۱۸ ژوئن ۲۰۰۵) بازیکن فوتبال اهل فرانسه است که در حال حاضر برای باشگاه فوتبال نانت بازی می‌کند. 
وی همچنین در تیم‌های ملی فوتبال زیر ۱۷ سال فرانسه و زیر ۱۸ سال فرانسه بازی کرده است.